# Mbabane Swallows
Mbabane Swallows is een Swazische voetbalclub uit Mbabane. De club werd opgericht in 1948 en werd al 3x landskampioen.

## Erelijst
Landskampioen
1992/93, 2004/05, 2008/09
Beker van Swaziland
1985/86, 2005/06
Swazi Charity Cup
1992/93, 1998/99, 2003/04